# Ragazze pom pom al top
Ragazze pom pom al top (Mädchen, Mädchen) è un film del 2001 diretto da Dennis Gansel.
Nel 2004 ne è stato girato il seguito Mädchen, Mädchen 2 – Loft oder Liebe.

## Trama
Inken ha appena compiuto diciotto anni ed è frustrata dal non aver mai sperimentato un orgasmo. Dopo averlo ottenuto per la prima volta in modo del tutto inaspettato grazie al sellino della sua nuova bicicletta, intraprende la ricerca della piena soddisfazione sessuale insieme alle sue migliori amiche, la disinibita Vicky e la vergine Lena.